# Nicolea profundi
Nicolea profundi är en ringmaskart som beskrevs av Chamberlin 1919. Nicolea profundi ingår i släktet Nicolea och familjen Terebellidae. Inga underarter finns listade i Catalogue of Life.